# زاهید والنسیا
زاهید والنسیا (به انگلیسی: Zahid Valencia،  زادهٔ ۵ نوامبر ۱۹۹۷) یک کشتی‌گیر آزادکار اهل کشور آمریکا است.
از افتخارات وی می‌توان به کسب مدال برنز مسابقات قهرمانی کشتی جهان ۲۰۲۳ اشاره کرد.

## فعالیت حرفه‌ای

### قهرمانی کشتی جهان ۲۰۲۳
والنسیا در وزن ۹۲ کیلوگرم کشتی آزاد قهرمانی کشتی جهان ۲۰۲۳ بلگراد شرکت کرد، او در این مسابقات امیرعلی آذرپیرا از ایران را مغلوب کرد اما در مسابقه بعد به عثمان نورمحمدف از آذربایجان باخت و با توجه به حضور این کشتی‌گیر در فینال، به دیدار شانس مجدد رفت. او در مرحله شانس مجدد دنیس سهالیوک از اوکراین را شکست داد و به دیدار رده‌بندی رسید. وی در این دیدار آرش یوشیدا از ژاپن را شکست داد و مدال برنز را بدست آورد.